# Aggregat (família de foguetes)

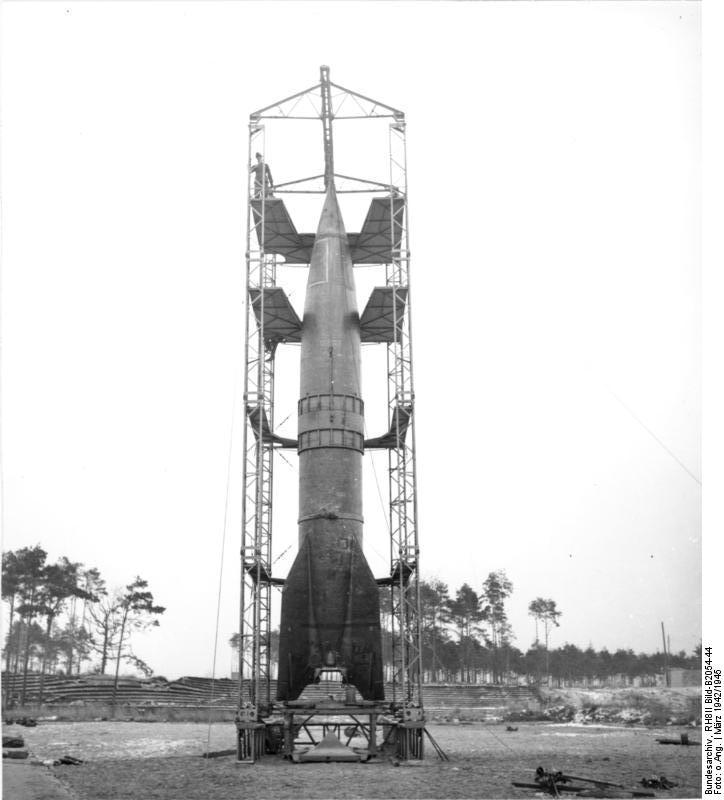
Um A-4 sendo inspecionado antes do lançamento em Peenemünde.

Agregado, em alemão: Aggregat, literalmente Agregado, ou simplesmente Montagem, foi a designação de uma série de foguetes de teste de novas tecnologias na área. O seu desenvolvimento, transcorreu entre 1933 e 1945, sendo o seu resultado mais importante o foguete A-4, que ficaria conhecido como V-2.

## Modelos

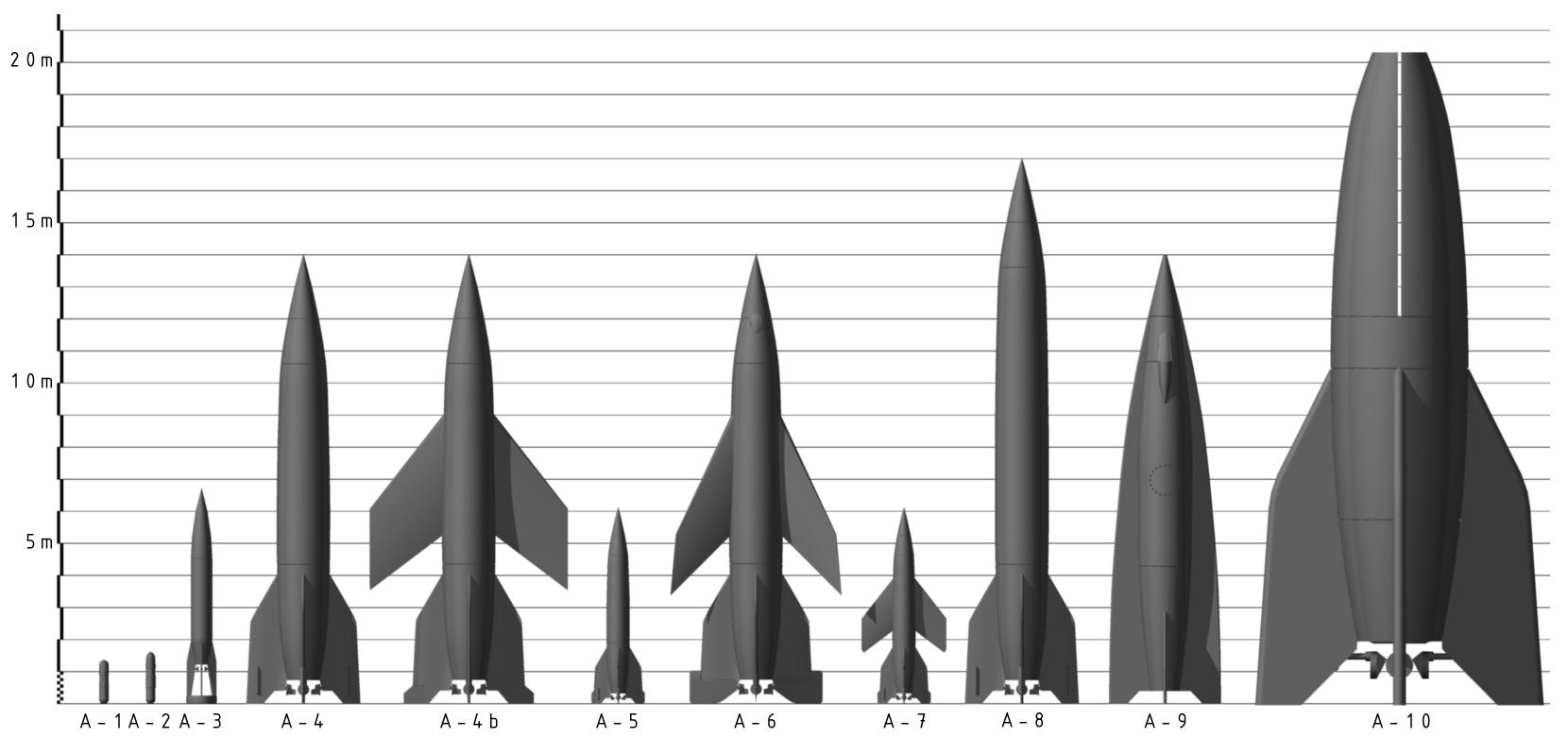
Comparação dos foguetes da família Aggregat.

### A1 (1933)
O A1 foi o primeiro projeto de foguete da série Aggregat. Ele foi projetado em 1933 por Wernher von Braun num projeto de pesquisa das forças armadas alemãs em Kummersdorf, liderado por Walter Dornberger.

### A2 (1934)
O A2 foi uma evolução do A1, projetada por von Braun em 1934.

### A3 (1935–1937)
O desenvolvimento do A3 teve início em fevereiro de 1935.

### A5 (1938–1942)
O A5 foi uma versão de teste em escala menor do A4 que substituiu o malsucedido A3 em sua função.

### A4 – V-2 (1942–1945)
O A4 foi o produto prático bem sucedido do projeto, com alcance de cerca de 322 quilômetros, pico de altitude de 89 quilômetros e carga útil de uma tonelada. Versões desse modelo foram usadas na guerra e depois dela em pesquisas, chegou a ultrapassar os limites do espaço.

### A4-SLBM(1943)
No final de 1943 o diretor da Deutsche Arbeitsfront, Otto Lafferenz, propôs a ideia de um contêiner flutuante capaz de transportar um foguete A4. Essa sugestão chegou a fase de projeto de um contêiner de 500 toneladas a ser rebocado por um U-boat. Uma vez na posição de lançamento, o contêiner seria ativado e sua traseira submergiria, deixando-o na vertical para o lançamento. O projeto foi apelidado de Projekt Schwimmweste e os contêineres chamados pelo nome código Prüfstand XII. O trabalho nos contêineres, foi conduzido pelo estaleiro Vulkanwerft, e um único exemplar foi concluído já no final da guerra, mas nunca foi testado com um lançamento.

### A4b/A9 (1939)
Antecipando a possibilidade de que os locais de lançamento pudessem ser reprimidos para dentro da Alemanha, von Braun e sua equipe foram pressionados a desenvolver uma versão de longo alcance do A4, designado como A9 e A4b, o motivo para a designação dupla era que a série A4 recebeu "prioridade nacional"; a designação alternativa A4b assegurava recursos numa conjuntura de escassez.
Em junho de 1939, Kurt Patt membro do departamento de desenho do  Heeresversuchsanstalt Peenemünde, sob o comando de Walter Riedel, propôs asas para converter velocidade e altitude em sustentação aerodinâmica e alcance.

## Variantes planejadas não construídas

### A6 (1939-1943)
O A6 foi uma variante do foguete de teste A5 que usava propelentes diferentes.

### A7 (1940–1943)
O A7 foi outra variante do foguete de teste A5 com asas que não chegou a ser completamente produzido.

### A8 (1941-1942)
O A8 foi uma versão simplificada e alongada do A4, que deveria usar propelentes armazenáveis a temperatura ambiente, como ácido nítrico e querosene. Esse projeto nunca chegou ao estágio de produção, mas o trabalho sobre ele continuou depois da guerra por um grupo de engenheiros alemães na França como o "Super V-2". O projeto acabou sendo cancelado, mas foi a base para os projetos dos foguetes franceses: Veronique e Diamant.

### A9 (1941-1945)
O A9 foi uma versão baseada no desenho do A4b, porém incluindo uma cabine pressurizada para um piloto.

### A10 (1940-1945)
O A10 foi proposto para ser usado como um primeiro estágio para o A9, para permitir um alcance intercontinental. O objetivo era  atingir os Estados Unidos e a designação do projeto era Projekt Amerika.

### A11 (1944-1946)
O A11 foi uma proposta conceitual para atuar como primeiro estágio de um foguete de três estágios, sendo os outros dois, o A10 e o A9. As estimativas eram de que esse aparato pudesse colocar um objeto de cerca de 300 kg em órbita terrestre baixa.

### A12 (1944-1946)
O A12 foi outra proposta conceitual para atuar como primeiro estágio de um foguete de quatro estágios, sendo os outros três, o A11, o A10 e o A9. As estimativas eram de que esse aparato pudesse colocar uma carga de cerca de 10 toneladas em órbita terrestre baixa, devido a sua potência superior.